# MACH-2
Mach-2 ist der Name eines Supercomputers an der Johannes Kepler Universität Linz. Er wurde im Februar 2018 in Betrieb genommen und ist der Nachfolger eines ähnlichen Supercomputers mit Namen Mach. Der Name beider Rechner geht zurück auf den österreichischen Physiker Ernst Mach.
Mach-2 ist eine Installation einer SGI UV 3000, einen sogenannten Shared Memory - CcNUMA-Rechner, auf dem nur eine Kopie des Betriebssystems läuft und der gesamte Arbeitsspeicher aller Knoten gemeinsam genutzt wird.
Die Installation in Linz besteht aus drei Kabinetten mit:
- 72 Rechnerknoten (Bladeserver) mit je 2 Prozessoren vom Typ Intel Xeon E5-4650v3
- jeweils 12 Prozessorkernen
- zusammen 1728 Kernen
- gesamter Arbeitsspeicher von 20 Terabyte

Der Vorgänger-Rechner Mach war eine SGI-UV-Altix-1000-Installation.